# Qasr al-Basha

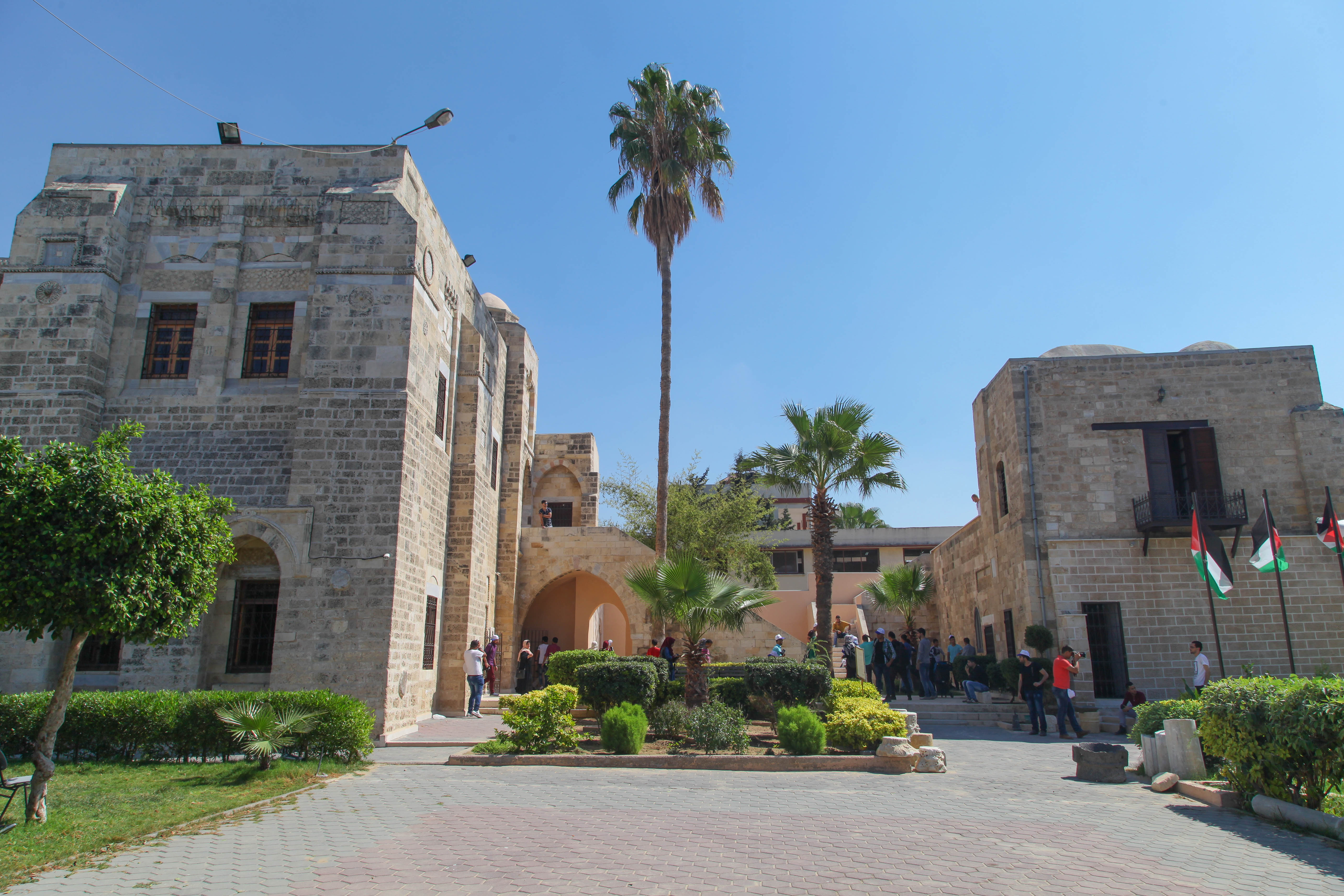
Pasha's Palace Museum (Qasr al-Bascha), Gaza-Stadt

Qasr al-Bascha (arabisch قصر الباشا, DMG Qaṣr al-Bāšā; auch Napoleons Festung genannt) in der Altstadt von Gaza in Palästina ist ein ehemaliger Palast, der heute das Pascha-Palastmuseum (Pasha's Palace Museum) beherbergt.
Der ehemals große Palast beherbergt heute ein zweistöckiges Museum und eine Mädchenschule. Er diente in der Mamluken- und Osmanenzeit als Herrschaftssitz und während der britischen Mandatszeit als Polizeistation.